# Zagórzany (Gorlice)
Pour les articles homonymes, voir Zagórzany.
Zagórzany est une localité polonaise de la gmina et du powiat de Gorlice en voïvodie de Petite-Pologne.